# Bellingham (Washington)
Bellingham è una città degli Stati Uniti d'America, capoluogo della Contea di Whatcom, nello Stato di Washington. La città si affaccia sulla baia di Bellingham, che è un'insenatura separata ad ovest dallo stretto di Georgia dall'isola di Portage e dall'isola e dalla penisola di Lummi.
Bellingham (/ˈbɛlɪŋhæm/ BEL-ing-ham) è la città più popolosa e capoluogo della contea di Whatcom County, nello stato americano di Washington. Si trova a 21 miglia (34 km) a sud del confine tra Stati Uniti e Canada tra due grandi città del nord-ovest del Pacifico: Vancouver, British Columbia (situata a 52 miglia (84 km) a nord-ovest) e Seattle (90 miglia (140 km) a sud). La città aveva una popolazione di 80.885 a partire dal censimento del 2010 e si stima che sia cresciuta fino a 92.314 a partire dal 2019.
La città di Bellingham fu incorporata nel 1903 attraverso il consolidamento di Bellingham, Whatcom, Fairhaven e Sehome nella città di Bellingham. Situato sulla baia di Bellingham, che era stata nominata da George Vancouver nel 1792, per Sir William Bellingham, il controllore dei conti dei magazzinieri della Royal Navy durante la spedizione di Vancouver.
Oggi Bellingham è la città più settentrionale con una popolazione di oltre 50.000 abitanti negli Stati Uniti contigui. È una popolare destinazione turistica nota per il suo facile accesso alle attività ricreative all'aperto nelle Isole San Juan e nelle Cascate del Nord. Bellingham è in fase di riqualificazione su oltre 100 acri (40 ettari) di ex terreno industriale nel suo Waterfront District, con un hotel, un centro conferenze, condomini, pensioni, vendita al dettaglio e sviluppo commerciale pianificati per il sito.

## Storia
Bellingham è la patria dei popoli Salish della costa del popolo Lummi (o Lhaq'temish) e delle tribù vicine. Le persone di origine Lummi continuano a vivere nella baia di Bellingham e nei dintorni, in particolare nella vicina riserva della nazione Lummi.
I primi immigrati europei raggiunsero l'area intorno al 1852 quando Henry Roeder e Russel Peabody aprirono una segheria a Whatcom, ora la parte settentrionale di Bellingham. Il taglio e la fresatura del legname continuano ancora oggi nella contea di Whatcom. Più o meno nello stesso periodo, arrivò Dan Harris, rivendicando una fattoria lungo Padden Creek e, dopo aver acquisito proprietà circostanti, nel 1883 piantò la città di Fairhaven. Nel 1858, la corsa all'oro di Fraser Canyon causò una crescita della popolazione di breve durata che stabilì la comunità. Il carbone è stato estratto nell'area della baia di Bellingham dalla metà del XIX alla metà del XX secolo a partire da quando gli agenti di Henry Roeder scoprirono il carbone a sud di Whatcom Creek, in un'area chiamata Sehome, ora centro di Bellingham, nel 1854. Vendettero il terreno scoperto. agli investitori di San Francisco che fondarono la Bellingham Bay Coal Company, in seguito una sussidiaria della Black Diamond Coal Mining Company. Dopo un centinaio di anni di estese attività minerarie sotto l'attuale Bellingham, l'ultima miniera fu chiusa nel 1955.
All'inizio degli anni 1890 arrivarono tre linee ferroviarie che collegavano le città della baia a un mercato nazionale di costruttori. Nel 1889, Pierre Cornwall e un'associazione di investitori fondarono la Bellingham Bay Improvement Company (BBIC). Il BBIC ha investito in diverse imprese come spedizioni, carbone, miniere, costruzione di ferrovie, vendite di immobili e servizi pubblici. Anche se i loro sogni di trasformare le città della baia in una metropoli del nord-ovest del Pacifico non si sono mai realizzati, la BBIC ha dato un immenso contributo allo sviluppo economico di Bellingham.
BBIC non era l'unica azienda esterna con un interesse nei servizi di pubblica utilità dell'area della baia. La General Electric Company di New York ha acquistato la linea ferroviaria Fairhaven Line e New Whatcom nel 1897. Nel 1898, l'utility si è fusa nella Northern Railway and Improvement Company che ha spinto la Electric Corporation di Boston ad acquistare un grosso blocco di azioni.
Nel 1890, gli sviluppatori di Fairhaven acquistarono la piccola comunità di Bellingham. Whatcom e Sehome si fusero nel 1891 per formare New Whatcom (l'atto del legislatore statale del 1903 lasciò cadere "New" dal nome). All'inizio, i tentativi di combinare Fairhaven e Whatcom fallirono e ci furono controversie sul nome della nuova città proposta. I cittadini di Whatcom non sosterrebbero una città chiamata Fairhaven e i residenti di Fairhaven non sosterrebbero una città chiamata Whatcom. Alla fine si stabilirono sul nome Bellingham, che rimane oggi. Votando una seconda volta per la fusione definitiva di Fairhaven e Whatcom in un'unica città, la risoluzione è passata con 2163 voti favorevoli e 596 contrari.
Bellingham fu ufficialmente costituita il 28 dicembre 1903, come risultato del consolidamento incrementale delle quattro città inizialmente situate a est della baia di Bellingham durante l'ultimo decennio del XIX secolo. Whatcom è l'odierna zona della "Città Vecchia" ed è stata fondata con Roeder's Mill nel 1852. Sehome era un'area del centro fondata con la miniera di carbone di Sehome nel 1854. Bellingham era più a sud vicino a Boulevard Park, fondata nel 1883 e acquistata nel 1890 da Fairhaven. Fairhaven era un grande distretto commerciale con un proprio porto, fondato nel 1883 da Dan Harris, intorno alla sua fattoria iniziale su Padden Creek.
Bellingham fu il luogo delle rivolte di Bellingham contro i lavoratori immigrati dell'India orientale (Sikh) nel 1907. Una folla di 400-500 uomini bianchi, prevalentemente membri dell'Asiatic Exclusion League, con l'intenzione di escludere gli immigrati dell'India orientale dalla forza lavoro del locale segherie, hanno attaccato le case degli indiani dell'Asia meridionale. Gli indiani erano per lo più sikh, ma furono etichettati come indù da gran parte dei media dell'epoca.
La vicinanza di Bellingham allo stretto di Juan de Fuca e al Passaggio interno per l'Alaska ha contribuito a mantenere qui alcune operazioni di conservificio. La Pacific American Fisheries (P.A.F.), ad esempio, ha spedito lattine vuote in Alaska, dove sono state imballate con pesce e rispedite indietro.

## Geografia fisica

### Territorio
La città è situata sulla baia di Bellingham, protetta dall'isola di Lummi, dall'isola di Portage e dalla penisola di Lummi, e si apre sullo stretto di Georgia. Si trova a ovest del monte Baker e del lago Whatcom (da cui prende l'acqua potabile) e a nord dei monti Chuckanut e della valle di Skagit. Whatcom Creek attraversa il centro della città. Bellingham si trova a 18 miglia (29 km) a sud del confine tra Stati Uniti e Canada e 50 miglia (80 km) a sud-est di Vancouver.
Secondo lo United States Census Bureau, la città ha una superficie totale di 28,90 miglia quadrate (74,85 km2), di cui 27,08 miglia quadrate (70,14 km2) di terra e 1,82 miglia quadrate (4,71 km2) di acqua. Le quote più basse sono a livello del mare lungo il lungomare. Alabama Hill è uno dei punti più alti della città a circa 500 piedi (150 m). Elevazioni di 800 piedi (240 m) si trovano vicino a Yew Street Hill a nord del Lago Padden e vicino al monte Galbraith. A sud e ad est dei confini della città ci sono le colline più alte delle montagne delle Cascate del Nord. Mount Baker è la vetta più grande dell'area locale, con un'elevazione della vetta di 10.778 piedi (3.285 m) che dista solo 31 miglia (50 km) da Bellingham Bay. Mount Baker è visibile da molte parti della città e dalla contea occidentale di Whatcom. Il lago Whatcom fa parte del confine orientale della città, mentre molti laghi più piccoli e zone umide si trovano intorno alla regione.
Situata ad una latitudine di 48,75 nord, e quindi a nord del parallelo 48°34', Bellingham è una delle poche città negli Stati Uniti continentali che sperimentano il crepuscolo astronomico per l'intera notte. Il fenomeno si verifica ogni anno tra il 14 giugno e il 28 giugno.
I quartieri di Bellingham sono Alabama Hill, Barkley, Birchwood, Columbia, Cordata, Cornwall Park, Downtown Central Business District, Edgemoor, Fairhaven, Happy Valley, Irongate, King Mountain, Lettered Streets, Meridian, Puget, Roosevelt, Samish, Sehome, Silver Beach, South, South Hill, Sunnyland, Whatcom Falls, WWU (compreso il campus) e York.

### Clima
Il clima di Bellingham è generalmente mite e tipico della regione del Puget Sound. Le temperature massime e minime giornaliere medie per tutto l'anno sono rispettivamente di 59 e 44,1 °F (15,0 e 6,7 °C). La contea occidentale di Whatcom ha un clima oceanico marino fortemente influenzato dalla catena delle Cascade e dalle montagne olimpiche. Le Cascades a est conservano l'influenza marina temperata, mentre le Olimpiadi forniscono un effetto ombra di pioggia che protegge Bellingham da gran parte delle precipitazioni che si avvicinano da sud-ovest.
Bellingham riceve una piovosità media annua di 34,84 pollici (885 mm), che è leggermente inferiore alla vicina Seattle. Come evidente nella tabella sottostante, novembre è in genere il mese più piovoso, con numerosi temporali frontali in arrivo. Tuttavia, le precipitazioni sono distribuite per tutto il periodo delle piogge che va da ottobre ad aprile.
Bellingham è stato segnalato per avere la quantità di sole media più bassa di qualsiasi città negli Stati Uniti. Nonostante ciò, Bellingham ha anche estati miti e piacevoli e dati scientifici confermati sul clima indicano che in realtà è in media meno nuvoloso rispetto a Seattle (SeaTac), Everett (Paine Field) e Olympia. I giorni estivi più caldi raramente superano i 32 °C (90 °F) e la temperatura più calda mai registrata è di 36 °C (96 °F) il 29 luglio 2009. Questo è nettamente più fresco del record di Seattle (103 °F ( 39 °C)) e la maggior parte delle altre località di Washington. La siccità è rara, anche se alcune estati sono notevolmente più secche di altre e alcuni pozzi normalmente affidabili si sono prosciugati ad agosto e settembre. Tuttavia, i raccolti sono più frequentemente rovinati da troppa pioggia piuttosto che da troppo poca.
La vicinanza di Bellingham alla valle del fiume Fraser lo sottopone occasionalmente a un rigido modello climatico invernale (definito "nord-est") in cui una depressione di livello superiore spinge l'aria artica fredda dall'interno del Canada a sud-ovest attraverso il Fraser River Canyon. Tale evento è stato registrato il 28 novembre 2006, quando le temperature dell'aria di 12 °F (-11 °C) sono state accompagnate da venti da 30 a 48 miglia all'ora (da 48 a 77 km / h). Gli equivalenti del vento freddo hanno raggiunto -10 °F (-23 °C) secondo NOAA. Diversi giorni in questo schema, stagni locali e laghi più piccoli si congelano abbastanza solidamente da consentire il pattinaggio. I venti di deflusso possono scontrarsi con l'umidità del Golfo dell'Alaska e creare ghiaccio, neve o forti piogge. Questa transizione può anche portare a pioggia gelata, denominata "disgelo d'argento" che produce strade pericolose tra gli altri inconvenienti.
Il suo rovescio, "Pineapple Express", si riferisce a incantesimi autunnali e invernali estremamente miti - per la maggior parte di questi periodi, un vento insolitamente caldo e costante viene dal sud. In genere seguirà diversi giorni di venti di deflusso da nord-est dell'Artico e può sciogliere rapidamente accumuli di neve significativi, spingendo i sistemi di drenaggio ai loro limiti.

## Società

### Evoluzione demografica
A partire dal 2000, il reddito medio per una famiglia in città era di $ 32.530 e il reddito medio per una famiglia era di $ 47.196. I maschi avevano un reddito medio di $ 35,288 contro $ 25,971 per le femmine. Il reddito pro capite per la città era di $ 19.483. Circa il 9,4% delle famiglie e il 20,6% della popolazione erano al di sotto della soglia di povertà, inclusi il 17,2% di quelli di età inferiore ai 18 anni e il 9,0% di quelli di età pari o superiore a 65 anni.
A partire dal censimento del 2010, c'erano 80.885 persone, 34.671 famiglie e 16.129 famiglie residenti in città. La densità di popolazione era di 2.986,9 abitanti per miglio quadrato (1.153,2/km2). C'erano 36.760 unità abitative con una densità media di 1.357,5 per miglio quadrato (524,1/km2). La composizione razziale della città era l'84,9% di bianchi, l'1,3% di afroamericani, l'1,3% di nativi americani, il 5,1% di asiatici, lo 0,3% di isolani del Pacifico, il 2,8% di altre razze e il 4,3% di due o più razze. Ispanici o latini di qualsiasi razza erano il 7,0% della popolazione.
C'erano 34.671 famiglie, di cui il 21,1% aveva figli di età inferiore ai 18 anni che vivevano con loro, il 34,2% erano coppie sposate che vivevano insieme, l'8,9% aveva una capofamiglia donna senza marito presente, il 3,5% aveva un capofamiglia maschio senza moglie presente, e il 53,5% erano non famiglie. Il 35,3% di tutte le famiglie era composto da individui e il 10,8% aveva qualcuno che viveva da solo di 65 anni o più. La dimensione media della famiglia era 2,18 e la dimensione media della famiglia era 2,79.
L'età media in città era di 31,3 anni. il 15,6% dei residenti aveva meno di 18 anni; il 23,5% aveva un'età compresa tra i 18 ei 24 anni; il 25,9% era compreso tra 25 e 44; il 22% era da 45 a 64; e il 12,8% aveva 65 anni o più. La composizione di genere della città era del 48,8% maschile e del 51,2% femminile.

## Economia
Lo stipendio medio annuo di un salariato a Bellingham è di $ 46.114, che è inferiore alla media dello Stato di Washington di $ 57.480.
Nel primo trimestre del 2017, la vendita media della casa di Bellingham è stata di $ 382.763, rispetto alla mediana della contea di Whatcom di $ 322.779. La forte crescita del lavoro e del reddito, insieme al basso inventario di case in vendita, hanno contribuito a un canone mensile medio nel febbraio 2017 di $ 1.526.

## Arte e Cultura

### Eventi
- La Ski to Sea è una staffetta a squadre composta da sette tappe: sci di fondo, sci alpino (o snowboard), corsa, bici da strada, canoa (2 persone), mountain bike e kayak. I corridori iniziano presso l'area sciistica di Mount Baker e si dirigono verso il traguardo a Bellingham Bay. Organizzato dalla Camera di Commercio e Industria di Bellingham/Whatcom, l'evento si è tenuto per la prima volta nel 1973 e affonda le sue radici nel 1911 Mt. Maratona del panettiere.
- La Bellingham Bay Marathon, Half Marathon, 10K e 5K si tiene ogni anno l'ultima domenica di settembre, attirando ogni anno circa 2.500 corridori e camminatori. La maratona di qualificazione a Boston inizia vicino a Gooseberry Point sulla Lummi Nation e circumnaviga Bellingham Bay per finire nel centro di Bellingham. Le gare di mezza maratona, 10K e 5K iniziano e finiscono tutte a Depot Market Square.
- Il Whatcom Artist Studio Tour è un evento annuale con artisti locali che lavorano in una varietà di media. Nei primi due fine settimana di ottobre, gli artisti aprono i loro studi al pubblico.
- I Bellingham Highland Games & Scottish Festival si tengono ogni anno al Ferndale's Hovander Park il primo fine settimana completo di giugno. L'evento all'aperto celebra la cultura e il patrimonio scozzese, con due giorni di giochi, sport per gli spettatori, balli, musica e cibo.
- LinuxFest Northwest è una conferenza gratuita dedicata alla discussione e allo sviluppo del sistema operativo Linux e di altri progetti open source e software gratuiti. È un evento del fine settimana che si tiene al Bellingham Technical College alla fine di aprile o all'inizio di maggio che attira più di mille appassionati.
- L'annuale Giornata Internazionale della Pace si celebra a Bellingham il 21 settembre. La festa è stata istituita dalle Nazioni Unite come un cessate il fuoco globale di 24 ore. Il Whatcom Peace & Justice Center, con sede a Bellingham, pubblica un calendario dei prossimi eventi attivisti sul tema della non violenza, del dissenso della comunità e della pace mondiale.
- Il Bellingham Festival of Musis è una celebrazione annuale di concerti orchestrali e da camera, che si tiene a luglio e ospita musicisti di complessi orchestrali nordamericani.
- Bellingham Pride è una parata e un festival dell'orgoglio gay che si tiene ogni anno a luglio per celebrare le persone LGBT e i loro amici. La sfilata attraversa il centro cittadino e termina nell'area del mercato pubblico.

### Birra
La birra artigianale è un'importante industria emergente a Bellingham. Ora ci sono 14 birrifici all'interno dei confini della città di Bellingham e altri tre birrifici nella contea di Whatcom. Nel 2018, questi birrifici combinati hanno vinto 46 medaglie in sette concorsi nazionali e internazionali.

### Centro
Il Bellingham Farmers Market è aperto il sabato da inizio aprile a fine dicembre. Inaugurato originariamente nel 1993, il mercato degli agricoltori ora offre più di cinquanta venditori, musica ed eventi della comunità. L'associazione gestisce anche un mercato settimanale del mercoledì nella vicina Fairhaven.
Il mercoledì sera d'estate vedi Downtown Sounds, una serie di concerti per famiglie con stand gastronomici e una birreria all'aperto con birrerie locali che si tengono in Bay Street.
Da maggio a settembre, la Downtown Bellingham Partnership gestisce il mercato notturno di Commercial Street, con cibo locale, venditori di artigiani, musica dal vivo e spettacoli.

### Attrazioni locali
Il Whatcom Museum of History and Art sponsorizza mostre di pittura, scultura, storia locale ed è un partecipante attivo alle Gallery Walks mensili della città, tour pedonali degli edifici storici della città, che offrono lezioni di storia e arte per scuole locali e per adulti gruppi e crociere storiche sulla baia di Bellingham.
Il Bellingham Railway Museum ha mostre educative sulla storia della ferrovia nella contea di Whatcom, oltre a modellini di treni e un simulatore di treno merci.
Lo SPARK Museum of Electrical Invention, precedentemente noto come American Museum of Radio and Electricity, ha una collezione di manufatti rari dal 1580 agli anni '50, fornendo risorse educative sulla storia dell'elettronica e delle trasmissioni radiofoniche. L'AMRE gestisce anche KMRE-LP 102.3 FM, una stazione radio FM a bassa potenza che trasmette una serie di vecchi spettacoli popolari molti decenni fa, oltre a programmi di interesse generale per la comunità.
Mindport è un museo delle arti e della scienza finanziato da privati.
Una cascata circondata dalla foresta
Cascate superiori nel parco delle cascate di Whatcom
Whatcom Falls Park è un grande parco pubblico di 241 acri (0,98 km2) che comprende la gola di Whatcom Creek, che attraversa direttamente il cuore della città. Ha quattro serie di cascate e diversi chilometri di sentieri. Le attività più popolari durante la stagione calda includono il nuoto, la pesca e le passeggiate lungo i numerosi sentieri. Circa 31 miglia (50 km) a est di Bellingham, il comprensorio sciistico di Mount Baker detiene il record mondiale per la maggior quantità di nevicate in una stagione (inverno 1998-1999). Durante la maggior parte degli anni la profondità della neve accumulata supera i 12 piedi (3,7 m).
A sud della città di Bellingham Chuckanut Drive (Washington State Route 11) offre viste a picco sul mare, le isole San Juan e le montagne olimpiche, le colline e le foreste delle montagne Chuckanut e diverse piccole baie lungo il bordo del mare Salish .
A diverse miglia da Bellingham, nella parte meridionale della contea di Whatcom, ci sono molti luoghi per attività ricreative all'aperto, tra cui il Larrabee State Park (famoso per le escursioni), il lago Padden (famoso per nuotare, pescare e giocare a golf) e il lago Samish.
A est della città si trova il lago Whatcom, che fornisce l'approvvigionamento idrico pubblico locale ed è la fonte di Whatcom Creek.
Tra il lago Whatcom e il lago Padden si trova la North Lookout Mountain, conosciuta localmente come Galbraith Mountain, con molti percorsi per mountain bike.
Nelle acque dello Stretto della Georgia e del Puget Sound è possibile fare avvistamento di balene per vedere diversi branchi di orche (orche assassine).
Bellis Fair Mall, il principale centro commerciale della città, aperto nel 1988.

### Scena Musicale
La posizione di Bellingham tra due grandi città, università, etichette discografiche e riviste musicali ha contribuito a rendere Bellingham una scena musicale locale desiderabile e riconosciuta. La presenza di una vasta popolazione in età universitaria ha aiutato Bellingham a diventare sede di numerosi gruppi musicali noti a livello regionale e nazionale come Death Cab for Cutie, Odesza, The Posies, Crayon, Idiot Pilot, Mono Men, No-Fi Soul Rebellion, Scultura, Federation X, The Trucks, Black Eyes and Neckties, Black Breath, The High Mountain String Band, Akrasia e Shook Ones. Le etichette discografiche indipendenti locali includono Estrus Records e Clickpop Records. La città è anche sede di What's Up! Magazine che copre la scena musicale locale e Lemonade Magazine, dedicato alla musica e all'intrattenimento di ogni genere.
Bellingham è anche la sede di una scena musicale classica attiva che comprende la Bellingham Symphony Orchestra (ex Whatcom Symphony Orchestra), la North Sound Youth Symphony, numerosi gruppi e cori di musica comunitaria e il Bellingham Festival of Music, riconosciuto a livello internazionale.

### Scena letteraria
Bellingham è sede di una comunità di scrittori attivi nelle università locali e indipendente da loro. Il dipartimento di inglese della Western Washington University pubblica la Bellingham Review. Nel 2011, la città ha ospitato la prima conferenza annuale degli scrittori Chuckanut, gestita da Whatcom Community College e Village Books, una libreria locale. Clover, A Literary Rag, una pubblicazione dell'Independent Writers' Studio, ha prodotto 9 volumi dal 2010. La città ospita scrittori tra cui Steve Martini e George Dyson. La Bellingham Public Library offre servizi di biblioteca gratuiti presso la Biblioteca centrale, la filiale di Barkley e la filiale di Fairhaven.

### Teatri locali
Teatro del Monte Baker
La cultura teatrale di Bellingham è rafforzata dal dipartimento di arti dello spettacolo della Western Washington University. Ci sono diversi teatri e produzioni a Bellingham:
Bellingham Theatre Guild – Questo teatro comunitario senza scopo di lucro è stato fondato nel 1929. Hilary Swank si è esibita qui prima di trasferirsi a Los Angeles per perseguire la sua carriera nella recitazione.
- Historic Mount Baker Theatre – Questo teatro splendidamente restaurato costruito nel 1927 presenta un bell'esempio di architettura moresca ed è la più grande struttura per le arti dello spettacolo a nord di Seattle. Il teatro è iscritto al registro dei luoghi storici nazionali.
- Upfront Theatre, un luogo di improvvisazione comico fondato da Ryan Stiles, residente a Bellingham, di Whose Line Is It Anyway? fama. Chiuso il 4/2020.
- Il Northwest Ballet, una compagnia di balletto regionale, esegue balletti classici
- iDiOM Theatre — Teatro regionale senza scopo di lucro e quasi tutti gli spettacoli sono nuovi lavori scritti a livello locale.
- Firehouse Performing Arts Center, una caserma dei pompieri di Fairhaven convertita in aula di danza e teatro

### Bandiere
The Bellingham Flag, designed by Bradley Lockhart, was the winner of a contest held by the Downtown Bellingham Partnership in 2015. The flag design consists of a blue field, representing Bellingham Bay, four green stripes, representing the original four towns that joined to become Bellingham, two four-pointed white stars to represent the Lummi and Nooksack tribes, and three wavy white lines that represent Noise Waters.
Lockhart has placed the design in the public domain. One of more than 50 city flag design projects instigated by the Roman Mars TED Talk, the Bellingham Flag has been widely embraced by citizens and businesses. It flies on local flagpoles, hangs in restaurants and breweries, and appears on T-shirts, stickers, and skateboards. On April 24, 2017, the Bellingham City Council adopted it as the official city flag.
In recognition of his work on the flag and its success in the community, Lockhart was given a 2016 Whatcom Dispute Resolution Center Peace Builder Award a Lifetime Achievement Award from What's Up! Magazine and named to the Bellingham Business Journal's Top 7 Under 40 list.

### Attivismo
Il Whatcom Peace & Justice Center è stato fondato nel 2002 da attivisti locali ed è stato uno dei centri più attivi della nazione.
Nell'ottobre 2006, il consiglio comunale di Bellingham ha approvato una casa delle truppe! risoluzione, rendendo Bellingham la prima città dello stato di Washington ad approvare la risoluzione. Due anni dopo, il consiglio comunale approvò una risoluzione che esortava i rappresentanti eletti e il governo federale a evitare la guerra con l'Iran, diventando la prima città dello stato a farlo. Nel 2012, il Consiglio Comunale ha approvato all'unanimità una risoluzione che invita il governo federale a ribaltare la decisione della Corte Suprema nel caso FEC v. Citizens United dichiarando che i diritti costituzionali degli Stati Uniti si applicano alle persone fisiche e non alle società. Nel 2014, in concomitanza con il Columbus Day che celebra l'arrivo degli esploratori europei, il consiglio comunale ha istituito ufficialmente il Coast Salish Day per celebrare i popoli nativi americani che continuano a chiamare la regione geografica la loro casa.
Nel 2015, le proteste per la perforazione nell'Artico di Seattle si sono diffuse a Bellingham quando una manifestante si è incatenata alla catena dell'ancora di una nave Royal Dutch Shell per 63 ore.

### Sviluppo futuro
Bellingham è spesso nominato nelle liste dei migliori posti in cui ritirarsi; La crescita della popolazione nel periodo 2008-2013 nel segmento di età superiore ai 55 anni ha superato la crescita complessiva della popolazione, dal 3,7% allo 0,8% annuo. Tuttavia, l'alto costo delle abitazioni ha anche fatto sì che fosse elencata anche tra le peggiori città d'America. (Nel 2016, lo Stato di Washington ha segnato i prezzi delle case in più rapida crescita nel paese.)
Bellingham ha visto la disponibilità di appartamenti raggiungere lo 0,6% nel 2016 e prevede di utilizzare alloggi plurifamiliari per ospitare oltre il 50% della crescita prevista delle unità abitative (16.525 unità entro il 2036). Secondo Aaron Terrazas, economista senior di Zillow, "Dato il ritmo di crescita dell'area, sarebbero necessarie costruzioni molto aggressive per tenere sotto controllo l'accessibilità degli affitti".
La città ha resistito per molti anni all'espansione dell'area di crescita urbana e spera di adattarsi alla crescita sia multifamiliare che unifamiliare entro i limiti della città. I costruttori ribattono che anche gli urbanisti riconoscono che la città è "in gran parte costruita" e che il terreno rimanente è difficile o costoso da costruire. I tentativi di aumentare la densità, allentare le restrizioni sulle 'unità abitative accessorie', o anche di sviluppare terreni già suddivisi in zone residenziali, incontrano regolarmente una feroce opposizione di quartiere: Padden Trails è stato opposto dalla Samish Neighborhood Association; un denso sviluppo al Sunnyland D.O.T. il sito è stato ridimensionato; I vicini di Fairhaven hanno guidato lo sforzo per prevenire lo sviluppo di Fairhaven Highlands, (ora Chuckanut Ridge), che la città ha finito per acquistare per $ 8,2 milioni, impedendo più di 700 nuove unità abitative; i gruppi di quartiere hanno fatto pressioni sul Consiglio comunale per andare contro la raccomandazione del personale di riqualificare lo Squalicum Lofts per lo sviluppo residenziale.
Nel 2017, il consiglio comunale di Bellingham ha iniziato a riconoscere l'accessibilità economica degli alloggi come una questione critica e ha ospitato una riunione del municipio sull'accessibilità economica degli alloggi e i senzatetto.

### Riqualificazione del lungomare
Il lungomare di Bellingham è stato un centro industriale per più di un secolo, a partire dall'arrivo di Henry Roeder e Russell Peabody a metà del 1800.
Georgia-Pacific ha acquistato la Puget Sound Pulp and Timber Company nel 1963 e ha gestito una cartiera sul lungomare del centro cittadino fino al 2001. Nel 1965, GP ha costruito un impianto di cloro-alcali, che è diventato una fonte di contaminazione da mercurio nel Whatcom Waterway e sugli altopiani del sito per decenni. Il film documentario "Smells Like Money - The Story of Bellingham's Georgia Pacific Plant" racconta la storia del sito, che da allora è stato acquistato dal porto di Bellingham principalmente per creare un porto turistico nella laguna di acque reflue di 37 acri (150.000 m2) .[senza fonte] Il porto di Bellingham ha acquistato il sito GP per $ 10 con l'intesa che il porto si sarebbe assunto la responsabilità per la contaminazione. La città di Bellingham e il porto di Bellingham hanno stipulato diversi accordi interlocali in cui la città ha accettato di pagare tutti i costi delle infrastrutture e il porto avrebbe creato un porto turistico, ripulito il sito e mantenuto tutta la zonizzazione.
Il sito di bonifica (circa 74 acri [30 ha]) è stato diviso in due aree: l'area della cartiera e dei tessuti e l'area dei cloro-alcali. Suoli e materiali da costruzione contaminati sono stati rimossi nel 2011 e nel 2013; il Dipartimento di ecologia ha finalizzato il piano di lavoro provvisorio per la pulizia nel gennaio 2017 e tale lavoro è stato completato nell'aprile 2017 quando 31 acri sono stati ricoperti da una barriera protettiva. Il lavoro continua sulla valutazione delle alternative di pulizia per l'intera area cloro-alcali del sito.
La città e il porto hanno stretto una partnership per riqualificare la proprietà e nel 2013 hanno stipulato un contratto con Harcourt Developments per sviluppare 19 acri. La ristrutturazione dell'Edificio Granaio sarà completata nel 2017; Harcourt ha presentato piani per due edifici condominiali sul lungomare nel 2018 e nel 2019; la città costruirà due strade principali attraverso il lato nel 2017.

### Sport
Gli abitanti di Bellingham praticano una vasta gamma di sport amatoriali, con lo sci e lo snowboard nel comprensorio sciistico di Mount Baker, popolare in inverno, e il kayak e il ciclismo in estate. mt. Baker rivendica un record mondiale di nevicate stagionali, con 1.140 pollici (29.000 mm) registrati nella stagione 1998-1999.
La Western Washington University è la sede delle NCAA Division II National Women's Rowing Champions. I Lady Vikings sono diventati la prima squadra campione NCAA occidentale nel 2005 e hanno vinto di nuovo nel 2006, 2007, 2008, 2009 e 2011. La squadra di basket maschile occidentale 2011-2012 ha vinto il campionato nazionale NCAA Division II. Nel 2016, la squadra di calcio femminile occidentale classificata a livello nazionale ha vinto il campionato nazionale NCAA Division II.
La Western Washington University gestisce anche un programma di ciclismo su strada collegiale che ha ottenuto le prime 5 posizioni a livello nazionale ai nazionali del 2006.
Il futuro Hall of Famer Ken Griffey Jr. ha iniziato la sua carriera professionale con i Bellingham Mariners della Northwest League nel 1987.
A Bellingham è nato nel 1952 Steve Baker, che vinse nel 1977 il Campionato del Mondo della 750, primo statunitense a vincere tale titolo.

### Governo
La città di Bellingham ha una forma di governo apartitica con sindaco forte e consiglio debole. Il sindaco eletto direttamente dura in carica quattro anni. Sei dei sette membri del consiglio comunale sono eletti dal rione per quattro anni scaglionati. Il settimo membro del consiglio viene eletto alla grande ogni due anni.
Viene eletto anche un giudice del tribunale municipale per quattro anni.
La città mantiene il dipartimento di polizia di Bellingham e i vigili del fuoco e gestisce il servizio di risposta alle emergenze mediche Medic One in tutta la contea attraverso un accordo con la contea di Whatcom. Secondo le statistiche dell'Uniform Crime Report compilate dal Federal Bureau of Investigation (FBI) nel 2010, ci sono stati 282 crimini violenti e 3.653 crimini contro la proprietà per 100.000 residenti. Di questi, i delitti violenti consistevano in 37 stupri forzati, 73 rapine e 170 aggressioni aggravate, mentre 589 furti con scasso, 2.931 furti-furti, 133 furti di autoveicoli e sei incendi dolosi definivano i reati contro il patrimonio.

## Educazione
Ci sono quattro scuole superiori pubbliche a Bellingham: Bellingham High School, Options High School, Sehome High School e Squalicum High School. Bellingham ha quattro scuole medie pubbliche: Kulshan Middle School, Shuksan Middle School, Fairhaven Middle School e Whatcom Middle School che è stata recentemente ricostruita dopo ingenti danni da incendio nel 2009.
Le scuole private a Bellingham includono la Whatcom Hills Waldorf School (dall'asilo all'ottavo anno), la Whatcom Day Academy (dall'asilo all'ottavo anno), la St. Paul's Academy (dall'asilo al dodicesimo anno) e la scuola cattolica dell'Assunzione (dall'asilo al nono anno).
Campus della WWU, guardando a nord verso il centro di Bellingham
La Western Washington University si trova a Bellingham. Ha più di 16.000 studenti. La Northwest Film School è un'istituzione educativa privata senza scopo di lucro specializzata nella produzione di media digitali. Opera in collaborazione con la Western Washington University per offrire un certificato di un anno in produzione video.
Bellingham ha due community college:
- Whatcom Community College
- Bellingham Technical College

C'è anche un campus satellite della Trinity Western University a Bellingham.
Le scuole a scopo di lucro includono Charter College, Lean Leadership Institute, Washington Engineering Institute e Washington Technology Institute.

## Media

### Giornali
Il Bellingham Herald viene pubblicato quotidianamente a Bellingham. Altri giornali includono Bellingham Business News, Cascadia Weekly, The Front (WWU), Whatcom Watch, AS Review e Bellingham Business Journal.

### Televisione
Bellingham e Whatcom County fanno parte del mercato televisivo di Seattle. L'area ha avuto una penetrazione eccezionalmente precoce e forte della televisione via cavo sin dagli anni '50 e non ci sono mai stati traduttori locali delle principali stazioni televisive di Seattle.
Le stazioni di Vancouver, British Columbia, Canada, possono essere visualizzate via etere con un'antenna adatta, ma quelle di Seattle sono troppo distanti per ricevere nella maggior parte delle località della contea. I residenti della contea di Whatcom possono anche ricevere le stazioni CBC e CTV tramite un servizio via cavo. La trasmissione KVOS-TV è disponibile nella maggior parte di Bellingham anche con un'antenna.
La città di Bellingham gestisce anche un canale di accesso pubblico disponibile per i clienti via cavo Comcast su Channel 10.

### Riviste
- Bellingham on Tap è una rivista mensile di vita notturna con elenchi completi di happy hour e bar speciali, recensioni, eventi, articoli di interesse locale e colonne tra cui consigli sul sesso, sproloqui e astrologia.
- Bellingham Alive Magazine è una rivista di lifestyle bimestrale incentrata sulla vita nelle contee di Whatcom, Skagit, San Juan e Island.
- Frequenza: The Snowboarder's Journal è una rivista di snowboard indipendente con sede a Bellingham, pubblicata trimestralmente.
- Che cosa succede! è una rivista musicale mensile incentrata sulla musica locale. Copre spettacoli dal vivo, biografie della band e nuove uscite di artisti.
- Business Pulse copre notizie e profili aziendali di Bellingham e Whatcom County dal 1975.
- The Betty Pages è una pubblicazione mensile al servizio delle comunità LGBT e dello stile di vita alternativo.
- Southside Living viene spedito direttamente ai residenti dei quartieri di Chuckanut Drive, Edgemoor, Fairhaven e South Hill di Bellingham.

## Infrastrutture e trasporti
Bellingham è divisa in due dalla Interstate 5 (I-5), che la collega a Seattle, Vancouver e Portland, nell'Oregon. La città ha anche tre autostrade statali: State Route 11, una strada secondaria panoramica attraverso le montagne Chuckanut; State Route 539, che collega Lynden e il confine canadese; e la State Route 542, che viaggia verso est fino al comprensorio sciistico di Mount Baker.
L'aeroporto internazionale di Bellingham offre voli di linea per pendolari da e per Seattle e Friday Harbor, Washington, e un servizio jet di linea per vari aeroporti della costa occidentale. Nel 2010, le compagnie aeree dell'Alaska hanno iniziato voli diretti regolari per le Hawaii. L'aeroporto è sede del primo Air and Marine Operations Center, per assistere il Dipartimento per la sicurezza interna degli Stati Uniti nella sorveglianza delle frontiere.
La Whatcom Transportation Authority (WTA) è l'agenzia di trasporto pubblico della contea e gestisce un servizio di autobus fisso all'interno di Bellingham e delle città vicine. L'agenzia ha diversi hub, tra cui la stazione centrale, il campus della Western Washington University e la stazione Cordata vicino al Bellis Fair Mall, servita dagli autobus espressi interurbani BoltBus per Seattle e Vancouver. Diversi corridoi hanno un servizio frequente etichettato come "GO Lines", con servizio ogni 15 minuti. WTA offre anche un servizio interurbano per Mount Vernon, collegandosi con Skagit Transit per un servizio di proseguimento per Everett.
La stazione ferroviaria principale della città, la stazione di Fairhaven, è servita da un servizio regolare di Amtrak Cascades per Vancouver e Seattle due volte al giorno. Amtrak gestisce anche un viaggio in autobus Thruway per integrare il suo servizio ferroviario sul corridoio. Il Bellingham Cruise Terminal è adiacente alla stazione Amtrak e funge da capolinea meridionale dell'Alaska Marine Highway, un traghetto statale per passeggeri e veicoli. I traghetti offrono un servizio per Ketchikan, Juneau e Haines. Il terminal è anche servito da San Juan Cruises, che fornisce un servizio stagionale di traghetti passeggeri per le Isole San Juan e Friday Harbor.

## Amministrazione

### Gemellaggi
Bellingham è gemellata con:
- Punta Arenas, Cile